# Dječji vrtić
Dječji vrtić (njem. Kindergarten, tal. giardino d' infanzia) ustanova je za odgoj i obrazovanje predškolske djece. 
Namjena dječjeg vrtića jest odgoj i obrazovanje djece do šest godina starosti. Cilj je pripremiti dijete za osnovnu školu, naučiti ga komunicirati, sklapati prijateljstva i pripremiti ga za daljnji život. U njima se ostvaruju redoviti programi njege, odgoja, obrazovanja, zdravstvene zaštite, prehrane i socijalne skrbi djece rane i predškolske dobi koji su prilagođeni razvojnim potrebama djece te njihovim mogućnostima i sposobnostima.
Uvažavajući suvremene spoznaje o dječjem tjelesnom, intelektualnom, društvenom, emocionalnom i stvaralačkom razvoju te važnosti kvalitetnih poticaja u zadovoljavanju potreba djeteta, prihvaćena je teorija o predškolskoj ustanovi kao odgojno-obrazovnoj instituciji koja dijete priprema na cjeloživotno učenje.

## Povijest
Čuvališta ili utočišta osniva potkraj 18. stoljeća Hinko Pestalozzi za djecu zaposlenih radničkih obitelji od 3 do 7 godina, u kojima su mogli biti tijekom cijeloga dana osim nedjelje, a odgoj su provodile dadilje igrom, radom i molitvom.
Prvo dječje »zabavište« osnovao je Fridrich Fröbel 1837. u Blakenburgu kraj Rudolfstadta, a 1849. osniva prvu učiteljsku školu sa zabavištem koje je on prozvao Kindergarten u Liebensteinu, u Njemačkoj. Fröbel je prvi postavio moderan sustav predškolskog odgoja prema pedagoškim zahtjevima, prema kojima odgoj djece treba biti u skladu s prirodom, prema dječjim instinktivnim težnjama te posebnim sklonostima svakoga djeteta te da se, po načelu prirodne dječje razvojne dobi, potpomogne odgoju intelektualno, moralno i tjelovježbom tj. putem igre i različitih aktivnosti.
Do Fröbela postojale su dvije vrsta prihvatilišta ili zavoda za odgoj male djece: »pjestovalište« (sirotište) i čuvalište te kasnije pučko zabavište. Firmin Marbeau osniva 1837. u Parizu pjestovalište za siromašnu djecu do navršene treće godine života; taj je zavod nazvao »jaslice« (po Isusovim jaslicama).
Prvo zabavište u Hrvatskoj osniva 1869. u Zagrebu učiteljica pučke škole Antonija Cvijić-Lukšić. Taj zavod 1872. preuzimaju Sestre milosrdnice, koje su vodile i učiteljsku školu sa zabavištem u svojemu samostanu. Marija Krucifiksa Kozulić osniva 11. listopada 1895. u Rijeci Dječji fröbelski vrtić.

### Članci
- Cvijić, Antonija. 1895. Rukovod za zabavište. Naklada hrvatskoga Pedagogijsko-književnog zbora. Zagreb. str. 4-14
- Mlakić, Dobroslava. 2020. Kroz povijest Doma. Godišnjak Ženskoga učeničkog doma Marije Krucifikse Kozulić: 8-10

## Vanjske poveznice
|  | Zajednički poslužitelj ima još gradiva o temi Dječji vrtić |